# Мост через Ояпок
Мост через Ояпок (фр. Pont sur l'Oyapock, порт. Ponte sobre o rio Oiapoque) — вантовый мост через реку Ояпок на границе между Францией и Бразилией; связывает город Ояпоки в Бразилии и город Сен-Жорж во Французской Гвиане. Это первый в истории Французской Гвианы пограничный переход, связывающий её с соседней страной по суше.

## Расположение
Мост расположен в 3 километрах северо-восточнее города Ояпоки в штате Амапа (Бразилия) и в 2 километрах юго-западу от города Сен-Жорж в заморском департаменте Гвиана (Франция). Со стороны Бразилии к мосту подходит шоссе BR-156, со стороны Французской Гвианы — шоссе RN2.

## История

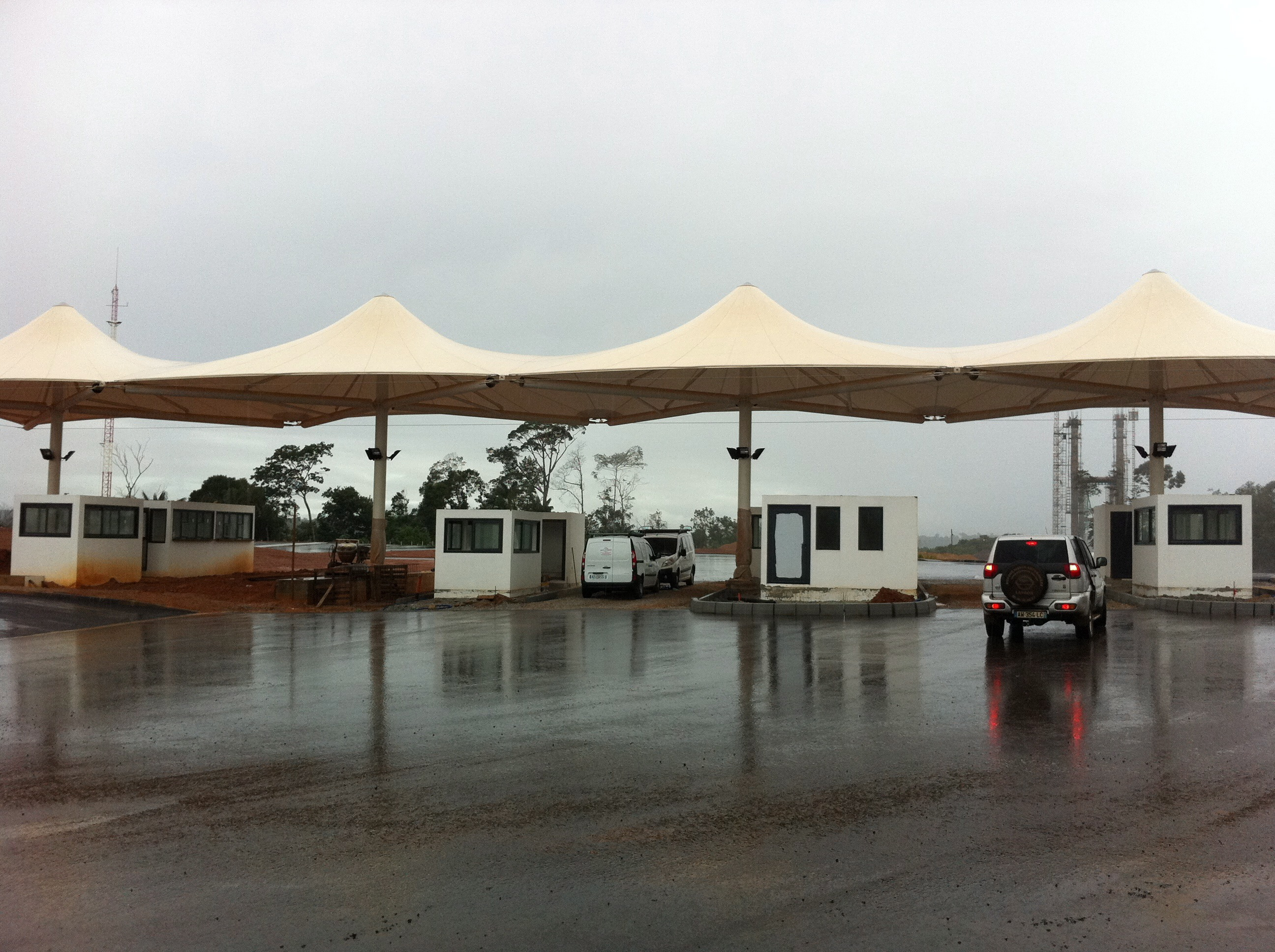
Пограничный пункт на мосту через Ояпок

В 1997 году, по инициативе Жуана Капиберибе, тогдашнего губернатора штата Амапа, президенты Бразилии и Франции, Фернанду Энрике Кардозу и Жак Ширак подписали соглашение о строительстве моста между двумя странами через реку Ояпок. В том же году соглашение о сотрудничестве было подписано между заморским департаментом Гвиана и штатом Амапа. Предварительные исследования перед началом строительства моста были проведены в начале 2000 года. Во время визита в 2005 году во Францию президент Луис Инасиу Лула да Силва представил проект, ратифицированный парламентами Франции и Бразилии в 2006 и 2007 годах. В апреле 2009 года работа была доверена компании EGESA-CMT. В июле 2009 года начались подготовительные работы, а в ноябре того же года началось строительство моста.
Параллельно со строительством моста в Бразилии было проложено Национальное шоссе BR-156 из Ояпоки к Макапа. Однако возникли проблемы с поставкой строительных материалов и разногласия по поводу демаркации границы. По этим причинам, срок завершения строительных работ, первоначально запланированный на декабрь 2010 года, пришлось перенести. В марте 2011 года, по-прежнему не доставало 100-километрового участка между Кальсоэне и местом примерно в 70 км к югу от Ояпоки.
В апреле 2011 года после соглашения между Францией и Бразилией, было объявлено, что граждане, проживающие в приграничных городах Сен-Жорж и Ояпоки, могут без виз пересекать границу, если этого требуют строительные работы.
В августе 2011 года все работы по строительству моста были завершены. Однако из-за проблем со строительством подъездной дороги к мосту со стороны Бразилии и визовыми вопросами торжественное открытие моста состоялось только 18 марта 2017 года в присутствии префекта Французской Гвианы Мартина Йегера и губернатора Амапы Вальдеса Гоеса

## Конструкция
Мост вантовый мост двухпилонный. Схема разбивки на пролёты: 66,50 м + 245 м + 66,50 м. Пилоны высотой 83 м из монолитного железобетона. Общая длина моста составляет 378 м. Высота конструкции над уровнем воды составляет 15 м.
Мост предназначен для движения автотранспорта и пешеходов. Проезжая часть моста включает в себя 2 полосы для движения автотранспорта шириной по 3,5 м.